# 후나키 가케루
후나키 가케루(일본어: 舩木 翔, 1998년 4월 13일 ~ )는 일본의 축구 선수이다. 현재 J1리그의 세레소 오사카에서 뛰고 있다.

## 구단 경력
그는 2016년부터 J리그의 세레소 오사카, 주빌로 이와타, SC 사가미하라에서 뛰었다.

## 국가대표팀 경력
그는 2017년 FIFA U-20 월드컵에 참가할 일본 U-20 국가대표팀에 발탁되었으며, 2경기에 출전했다.